# ヴァレリア・パッレッラ

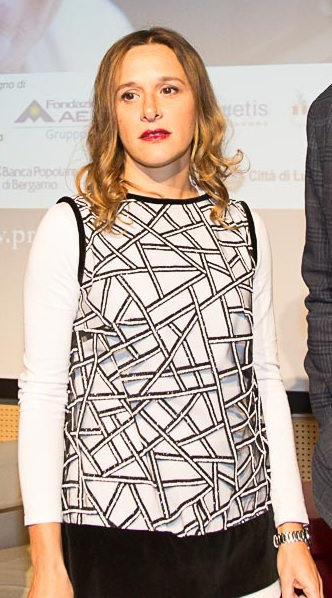
Valeria Parrella, 2016

ヴァレリア・パッレッラ（Valeria Parrella, 1974年 ｰ ）は、ナポリ近郊トッレ・デル・グレーコ生まれのイタリアの作家。

## 人物・作品
ナポリ大学で教育学を専攻、手話通訳者として働く。
2003年に発表した処女短篇集『ハエにクジラ』で、《カンピエッロ賞》新人賞、《プロチダ＝アルトゥーロの島＝エルサ・モランテ賞》を受賞して注目される。その後、短篇集『祈願成就』（2005年）、同『愛を大事にしすぎると』（2015年）などを発表。長篇小説『白い空間』（2008年）は、翌年クリスティーナ・コメンチーニ監督により『まっさらな光の下で』のタイトルで映画化された。
『どの愛』（2010年）、『辞職状』（2011年）、『学ぶ時間』（2014年）、『女性の百科事典』（2017年）、『アルマリーナ』（2019年）といった長篇小説のほか、戯曲『評決』（2007年）、『大地』（2011年）、『アンティゴネー』（2012年）など演劇の分野でも活躍し、批評家からも高い評価を受けている。
短編「捨て子」は、アンソロジー「どこか、安心できる場所で　新しいイタリアの文学」（国書刊行会, 2019年10月刊）　に所収されている。